# Stefan Iwanow
Stefan Iwanow (bg. Стефан Иванов; ur. 28 lutego 1957) – bułgarski zapaśnik walczący w stylu wolnym. Wicemistrz świata w 1981; trzeci w 
1982 i 1983; czwarty w 1979 i 1987. Złoty medalista mistrzostw Europy w 1981, 1983 i 1985; trzeci w 1982 i 1988 roku.